# 서울디자인재단
서울디자인재단(영어: Seoul Design Foundation)은 서울특별시가 디자인 산업 발전을 목적으로 출연한 기관이다. 2008년 12월 16일에 출범하고, 이듬해 3월 2일에 심재진을 대표이사로 선임하여 업무를 개시한 재단법인이다. 서울시 중구 서소문동에 위치하였으나 과거 동대문이화여대부속병원을 리모델링한 서울디자인지원센터로 2011년 9월 이전하였다.

## 사업
동대문디자인플라자(DDP)와 관련된 사업을 주로 담당하게 되며, 서울시의 디자인 산업 및 문화 확산에 필요한 사업을 수행한다. 서울디자인재단은 동대문디자인플라자 시설을 기반으로 서울의 디자인 경쟁력을 국제적 수준으로 향상시키는 것을 기본 목적으로, 박원순 서울시장이 취임 후 디자인 산업지원 외에도 서울 시민을 위한 '체감형' 서비스디자인 사업이 추가되었다.
서울디자인재단의 주요 관리 시설로는 동대문디자인플라자(동대문역사문화공원), 서울디자인재단 본사(동대문)가 있다.
또한 서울디자인재단은 서울 디자인 한마당, ‘어린이 디자인 체험교육’, ‘디자인 상품 지원’ 등의 디자인 관련 행사를 기획·주최하는 역할도 담당하고 있다.